# Shan Ying
Shan Ying (China, 7 de agosto de 1978) es una nadadora china retirada especializada en pruebas de estilo libre, donde consiguió ser subcampeona olímpica en 1996 en los 4 x 100 metros.

## Carrera deportiva
En los Juegos Olímpicos de Atlanta 1996 ganó la medalla de plata en los relevos de 4 x 100 metros estilo libre, con un tiempo de 3:40.48 segundos, tras Estados Unidos y por delante de Alemania (bronce); dos años después, en el Campeonato Mundial de Natación de 1998 celebrado en Perth (Australia), ganó la medalla de bronce en los 50 metros estilo libre, con un tiempo de 25.36 segundos, tras la estadounidense Amy Van Dyken y la alemana Sandra Völker, y también medalla de bronce en los 100 metros estilo libre, con un tiempo de 55.10 segundos, tras la estadounidense Jenny Thompson y la eslovaca Martina Moravcova.